# Risplendi grande lucciola
Risplendi grande lucciola è un libro di divulgazione scientifica di Stephen Jay Gould, professore di geologia, biologia e storia della scienza all'Università Harvard
Il saggio contiene la seconda sezione di Bully for brontosaurus, mentre la prima è stata pubblicata in italiano col titolo di Bravo Brontosauro.

## Contenuto
Il libro si suddivide in 5 parti:
- Parte prima. Sottosopra
  - 1= Risplendi grande lucciola
  - 2= Essere un ornitorinco
  - 3= Il capitano Bligh, proprio quello del Bounty
  - 4= Mi sa che andrà a finir male

- Parte seconda. Biografie intellettuali
  - 5= In un cassetto disordinato
  - 6= Kropotkin non era uno stravagante
  - 7= Fleeming Jenkin rivisitato
  - 8= La passione di Antoine Lavoisier
  - 9= Il padrino dei disastri

- Parte terza. Evoluzione e creazione
  - 10= Chi ha vinto?
  - 11= Genesi e geologia
  - 12= L'ultima campagna di William Jennings Bryan
  - 13= Saggio su un maiale arrosto
  - 14= Il fraintendimento del giudice Scalia

- Parte quarta. Numeri e probabilità
  - 15= La straordinaria serie positiva di Joe Di Maggio
  - 16= La mediana non è il passaggio
  - 17= La formica e la pianta

- Parte quinta. Pianeti come persone
  - 18= La faccia di Miranda
  - 19= Il corno di Tritone

## Edizioni
- Stephen Jay Gould, Risplendi grande lucciola, traduzione di Libero Sosio, Saggi, Feltrinelli - Milano, 1994,  p. 287, ISBN 88-07-08132-6.